# Acanthoctenus remotus
Espèce
Acanthoctenus remotus est une espèce d'araignées aranéomorphes de la famille des Ctenidae.

## Distribution
Cette espèce est endémique de Jamaïque.

## Description
Le mâle holotype mesure 11 mm et la femelle paratype 15,08 mm.

## Publication originale
- Chickering, 1961 : A new Acanthoctenus (Araneae: Acanthoctenidae) from Jamaica, W. I. Psyche, vol. 67, p. 81-86 (texte intégral).